# 陳政 (景泰進士)
陳政（1419年—？），字宣之，廣東廣州府番禺縣人，軍籍，明朝政治人物。同進士出身。

## 生平
正統六年（1441年）辛酉科廣東鄉試第一名舉人。景泰五年（1454年）甲戌科會試第一百九名，殿試登進士第三甲第十二名。

## 家族
曾祖父陳以謙。祖父陳祖永。父亲陳恩。